# Binic
Binic korábbi község Franciaországban, Côtes-d’Armor megyében. Lakosainak száma 3826 fő (2018. január 1.). Binic Lantic és Pordic községekkel határos.
2016. január 1-jén Étables-sur-Mer korábbi községgel egyesült és az így létrejött Binic-Étables-sur-Mer új község része lett.

## Népesség
A település népességének változása:
| Lakosok száma | 2099 | 2212 | 2326 | 2798 | 3110 | 3436 | 3528 | 3825 | 3967 | 3826 |
|               | 1962 | 1968 | 1975 | 1990 | 1999 | 2006 | 2008 | 2013 | 2017 | 2018 |